# 고산들쥐
고산들쥐(학명: Apodemus alpicola)는 붉은쥐의 일종이다. 오스트리아와 프랑스, 이탈리아, 독일, 스위스에서 발견된다.

## 특징
꼬리 길이 101~141mm를 제외한 몸길이가 80~111mm인 작은 설치류로 발 길이는 22~26.5mm이고 귀 길이는 15~20mm, 몸무게는 최대 45g이다. 등 쪽은 황금빛 갈색을 띠는 반면에 배 쪽은 희거나 누르스름한 흰색이다. 목과 가슴에 큰 오렌지색 반점이 있다. 옆구리 쪽을 따라 뚜렷하게 구분되는 선이 있다. 꼬리 길이가 몸길이보다 길고, 꼬리 윗면은 짙은 색을 띠지만 아랫면은 밝다.

## 생태
주로 땅 위에서 생활하는 육상성 동물이다.

## 분포 및 서식지
오스트리아와 프랑스, 독일, 이탈리아, 스위스의 고산 지대에 널리 분포하고, 일부는 파편적으로 서식한다. 이탈리아 개체군은 발레다오스타주와 쿠론베노스타의 리구리아 알프스에서 발견된다. 해발 550m와 2,100m의 산지 숲의 암반 지대와 목초지에서 서식한다.